# Madness
Madness (englisch für Wahnsinn, Verrücktheit) ist eine der bekanntesten britischen Ska-Bands der 1980er Jahre, die nach einer zwischenzeitlichen Trennung (1986–1992) heute noch aktiv ist. Ihre Musik, eine Mischung aus Ska, Punk und Pop, sowie ihr Spielwitz wurden später als „Nutty Sound“ ihr Markenzeichen.
Ska hat jamaikanische Wurzeln, basiert auf dem Offbeat und reicht bis in die späten 1950er Jahre zurück. In den 1970er und 1980er Jahren erfreute sich dieser Musikstil vor allem in Großbritannien sowie Westeuropa großer Popularität und Madness war zu jener Zeit zusammen mit The Specials einer der wichtigsten Vertreter des ersten Ska-Revivals. In Großbritannien erreichten insgesamt 15 ihrer Lieder die Top Ten der Single-Charts, von denen Our House im deutschsprachigen Raum am bekanntesten ist.

## Bandgeschichte

### Ursprungsbesetzung
Madness wurde 1976 in Nord-London zunächst unter dem Namen The Invaders (The North London Invaders, lt. Robbi Millar von Sounds, auf dem Cover von Absolutely, aber nur dort) gegründet, mit Mike Barson (genannt „Monsieur Barso“) an den Keyboards, Gitarrist Chris Foreman („Chrissie Boy“) und Lee Thompson („Kix“ oder „El Thommo“, Saxophon und Gesang). Im Jahr 1978 stießen als neuer Frontmann Graham McPherson („Suggs“, Gesang) sowie Mark Bedford („Bedders“) am Bass, Cathal Smyth („Chas Smash“, später Carl Smyth, Gesang, Trompete und „Bewegung auf der Bühne“) und Daniel Woodgate („Woody“, Drums) hinzu.

### 1976 bis 1986 – Die erste Phase
Erste öffentliche Auftritte hatte The Invaders ab Mitte 1977; die verschiedenen Zusammensetzungen der Bandmitglieder in der Anfangszeit sind auf der inneren Plattenhülle der LP Absolutely verewigt. Ab April 1979 nannte sich die Band Madness, nach einem bekannten Stück der jamaikanischen Ska-Ikone Prince Buster. Dementsprechend war auch ihre erste, im August des Jahres 1979 bei der legendären Plattenfirma 2 Tone Records veröffentlichte Single The Prince eine Hommage an Prince Buster. Auf der B-Seite befindet sich der Song, der der Gruppe ihren Namen gegeben hatte.
Sie tourten gemeinsam mit zwei weiteren 2 Tone-Bands, The Specials und The Selecter, verließen jedoch 2 Tone und veröffentlichten ihr Debütalbum One Step Beyond… auf dem ebenfalls unabhängigen Stiff-Records-Label, ebenfalls noch 1979. Die LP hielt sich länger als ein Jahr in den britischen Charts und erreichte zwischenzeitlich Platz 2. Der Titelsong – eine Coverversion eines Hits von Prince Buster – wurde zur „Hymne“ der Band.
Madness veröffentlichte bis zur (ersten) Trennung 1986 sechs Alben (ohne die vielen Kompilationen) und hatten vor allem Erfolg mit ihren zahlreichen Singles: Die ersten 20 Madness-Singles erreichten alle die Top 20 der britischen Charts – ein Erfolg, den noch nicht einmal die Beatles, Elvis Presley oder Cliff Richard vorweisen können. Mit der Single House of Fun erreichte Madness am 29. Mai 1982 das erste und einzige Mal die Nummer eins der britischen Charts und verdrängte dabei die deutsche Grand-Prix-de-la-Chanson-Siegerin Nicole von der Spitzenposition. Ein Großteil des Erfolgs verdankt Madness sicher auch den zwei Menschen, die über die Jahre fast durchgehend ihre Produzenten waren und am Mischpult für den richtigen „Nutty Sound“ sorgten: Clive Langer (vormals Mitglied der Band Deaf School) und Alan Winstanley.
1982 erschien der Film Take It or Leave It, der den Werdegang der Band innerhalb Nordlondons beschrieb und auch einige ehemalige Bandmitglieder sowie den „jetzigen“ Manager John Hasler zeigt.
1983 hatte Madness mit Our House vom Album The Rise and Fall einen Welthit, der unter anderem in Großbritannien, Deutschland und sogar in den USA in die Top 10 der Charts stieg. Nach der Veröffentlichung des von Kritikern hoch gelobten fünften Albums Keep Moving (1984) stieg Keyboarder Mike Barson, der den „Nutty Sound“ geprägt hatte, aus. McPherson und Smyth probierten in einem Soloprojekt als The Fink Brothers bereits den Fairlight und die Band machte ohne Barson mit mehr Synthesizerklängen weiter. Madness gründete sogar ein eigenes Plattenlabel, „Zarjazz“, auf dem 1985 das melancholische Album Mad Not Mad folgte. (Zarjazz veröffentlichte u. a. auch die erste Solosingle des Undertones-Sängers Feargal Sharkey.)
Die klassische Zusammensetzung der Gruppe

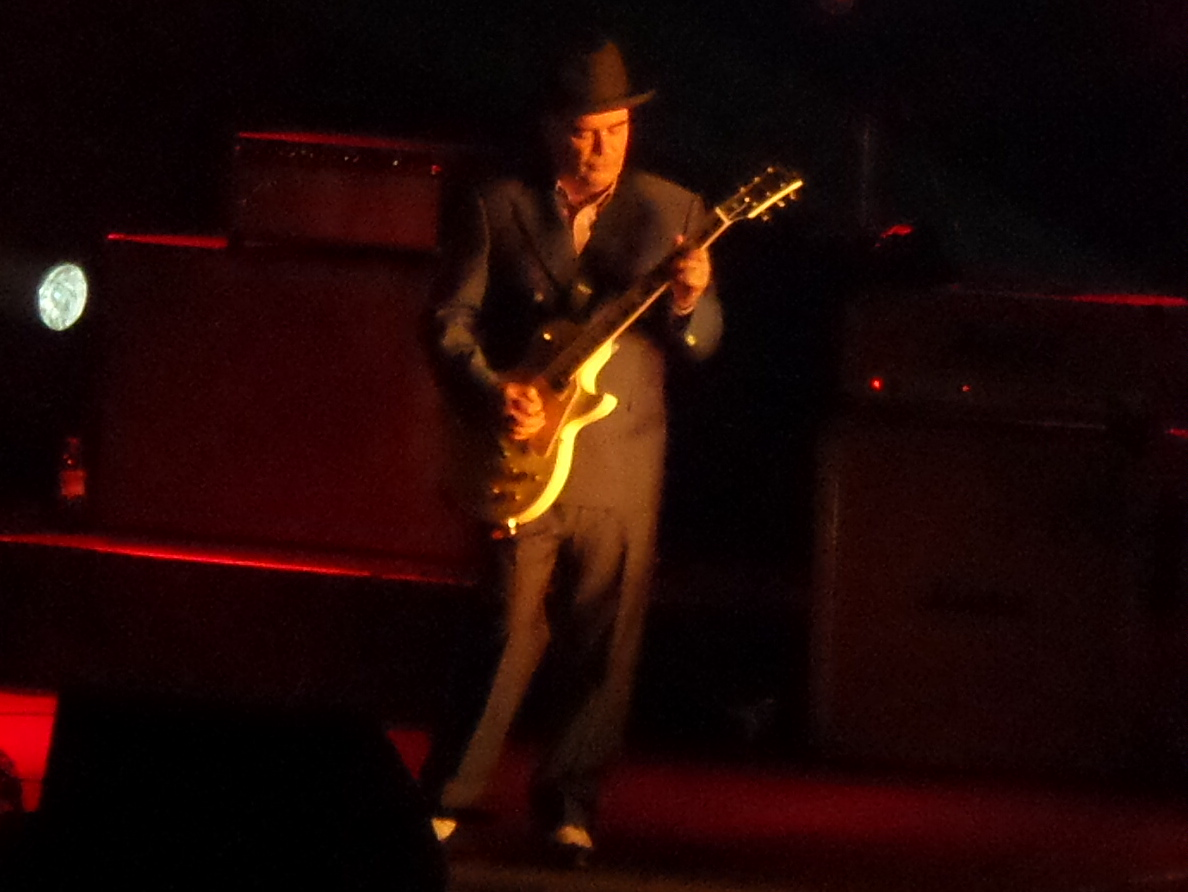
Gitarrist Chris „C. J.“ Foreman, hier 2014
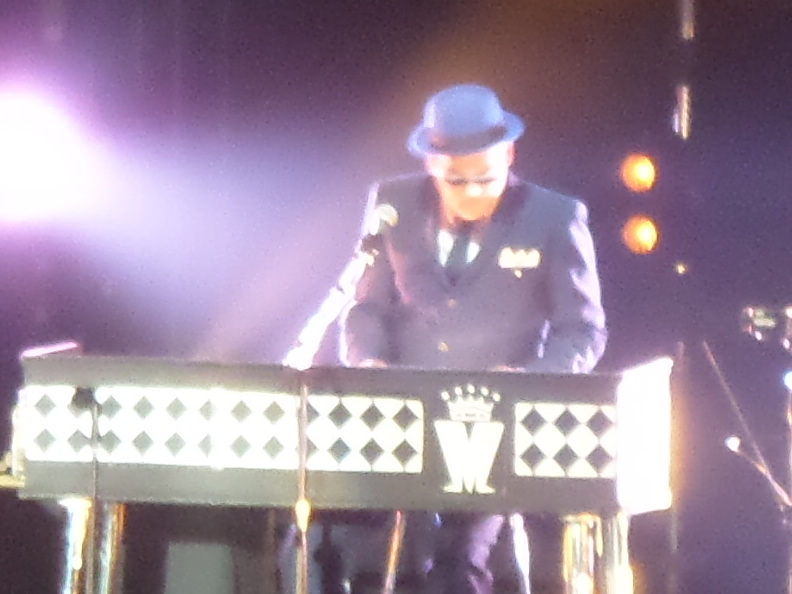
Keyboarder Mike Barson, 2014
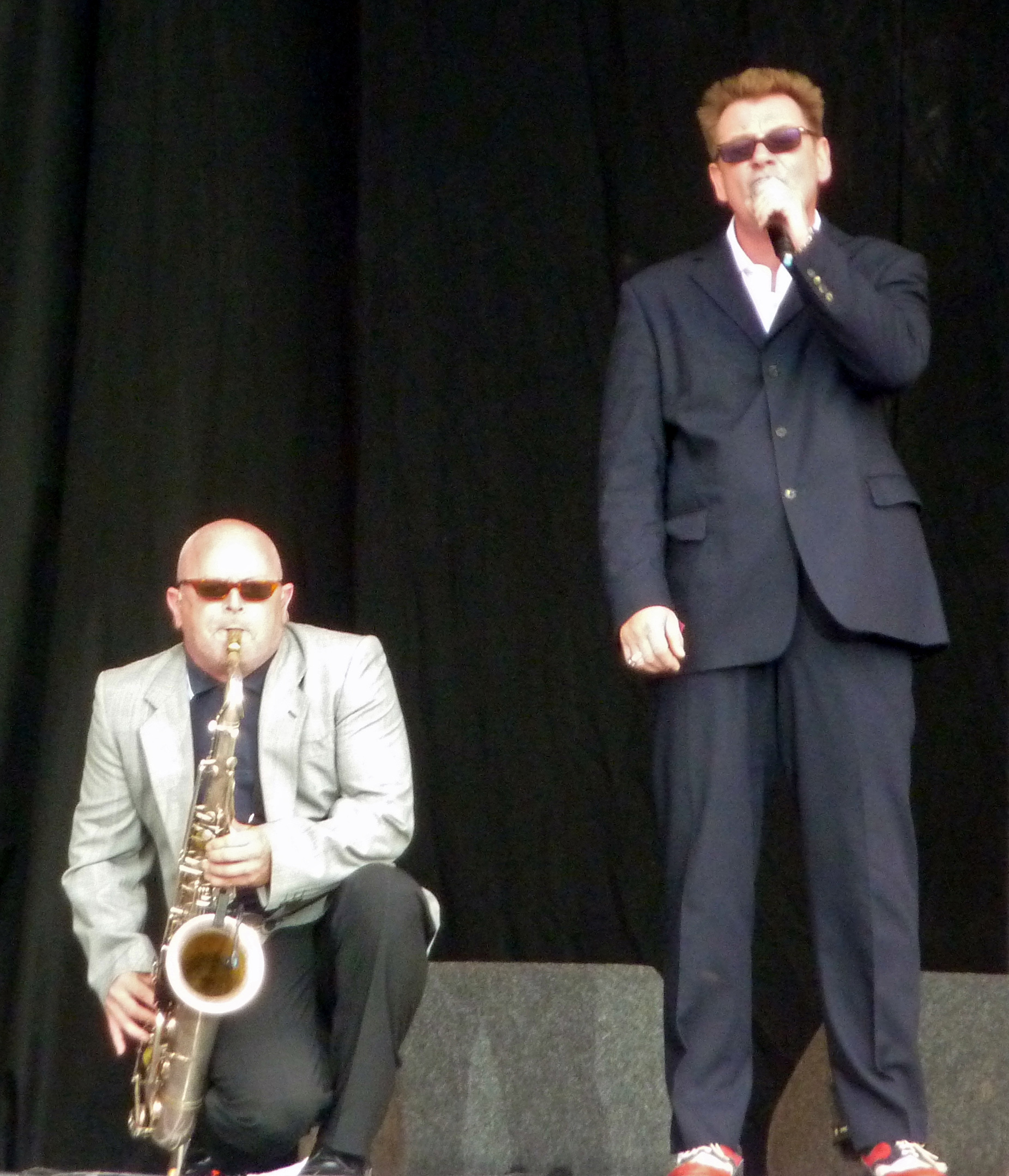
Saxophonist Lee Thompson (links) sowie Trompeter und Co-Sänger Cathal „Chas Smash“ Smyth, 2009
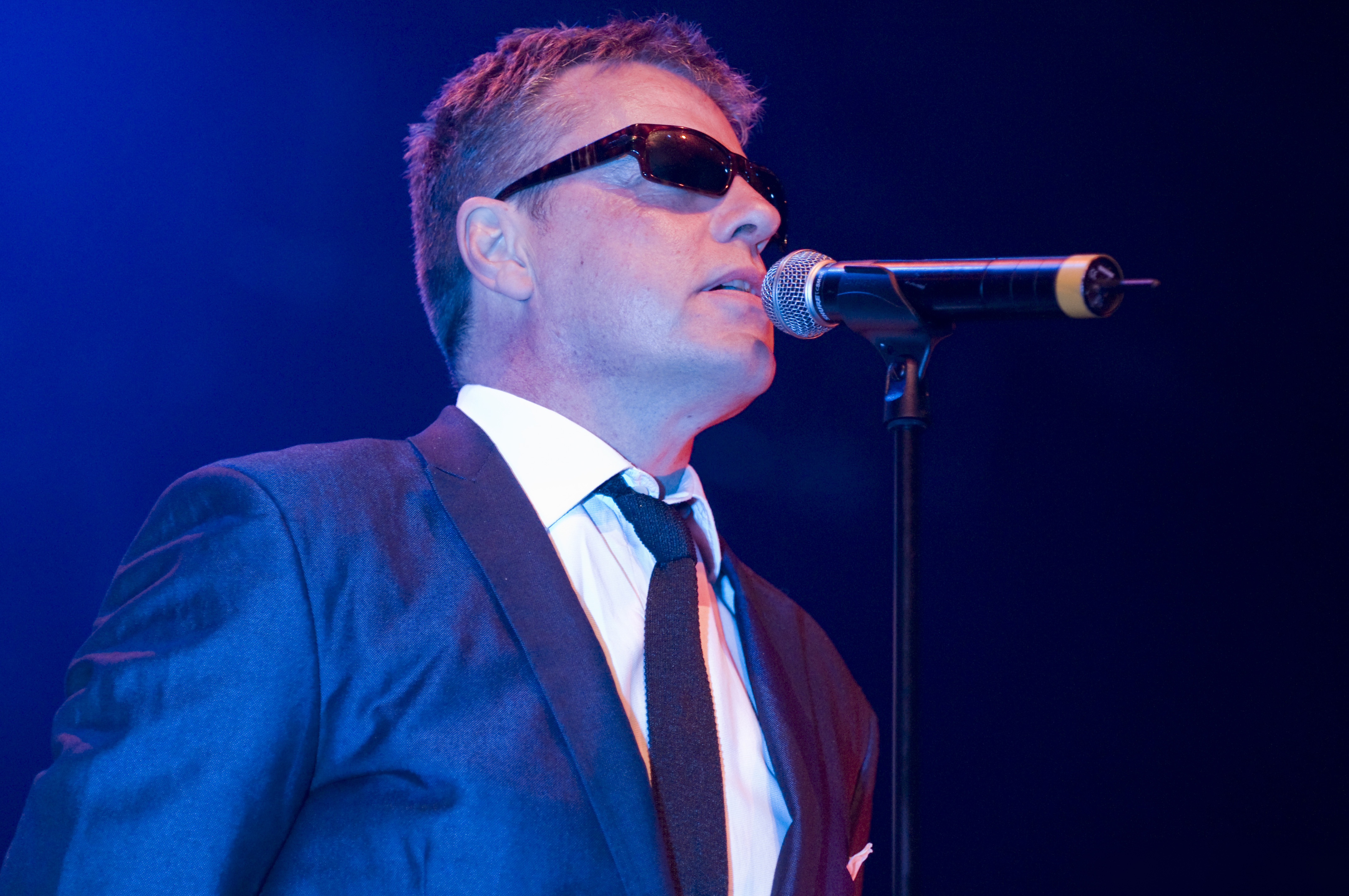
Leadsänger Graham „Suggs“ McPherson, 2008
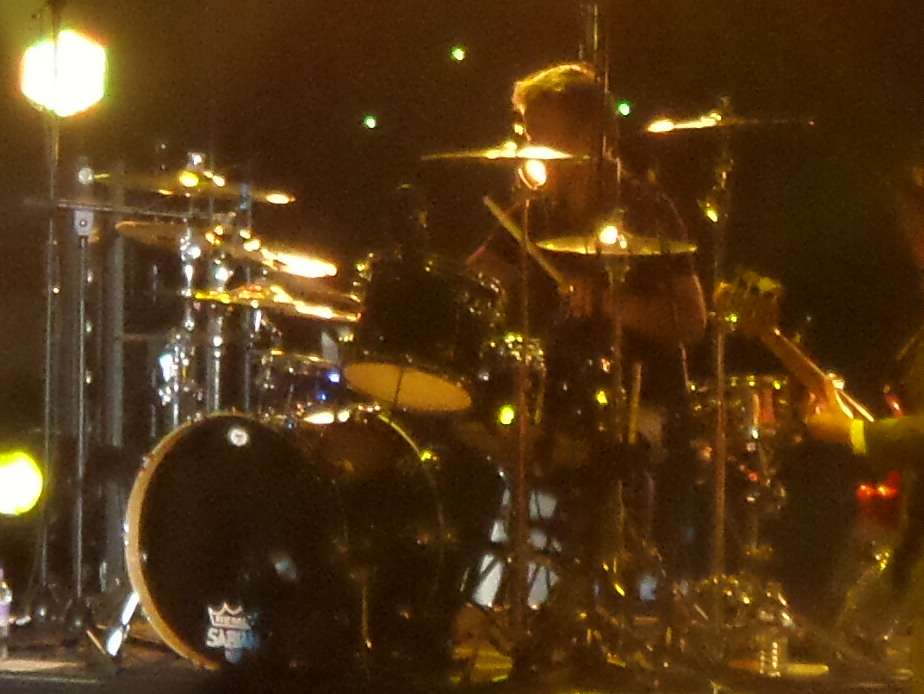
Schlagzeuger Dan Woodgate, 2014
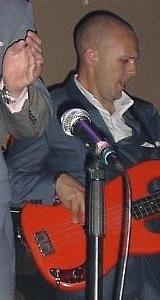
Bassist Mark „Bedders“ Bedford, 2008

### 1986 bis 1992 – Die Trennung
Im Herbst 1986 löste sich Madness vorübergehend auf. Mark Bedford und Daniel Woodgate spielten für Strawberry Switchblade und schlossen sich dann der Band Voice of the Beehive an.
Nach dem erfolglosen Versuch im Jahr 1988, die Gruppe Madness als „The Madness“ in der Formation McPherson, Foreman, Thompson und Smyth wieder aufleben zu lassen, gingen auch diese Vier wieder getrennte Wege. Graham „Suggs“ McPherson wurde Fernsehmoderator sowie Manager der Band The Farm und, wie schon 1984, ihr Produzent. Smyth arbeitete als A&R-Manager der Plattenfirma Go! Discs. Thompson und Foreman machten mit Sessionmusikern als „Nutty Boys“ weiter (1990/1992).

### 1992 – Das Comeback
Als 1992 diverse Wiederveröffentlichungen von Singles in höhere Regionen (und die Hit-Kompilation Divine Madness sogar auf Platz 1) der britischen Charts schossen, formierten sich Madness im Sommer des gleichen Jahres zu zwei Konzerten im Finsbury Park in London neu und gaben vor 72.000 Zuschauern in Originalbesetzung am 8. und 9. August 1992 ihr viel umjubeltes Comeback. Die Konzerte wurden – in Anlehnung an Woodstock – unter dem Titel Madstock! vermarktet und als Livealbum veröffentlicht. Aufgrund des großen Erfolges spielte man von da an alle zwei Jahre ein Madstock!-Konzert sowie gelegentlich auch – auf Großbritannien beschränkte – Weihnachtstourneen. Vorerst beschränkte man sich jedoch lediglich auf diese Live-Konzerte, während Graham McPherson zwischen 1995 und 1998 mit Solosingles und -alben unter seinem Spitz- und Künstlernamen Suggs weitere Top-20-Charterfolge in Großbritannien verbuchen konnte.
Erst 1999 folgte ein neues Madness-Album – das erste seit 14 Jahren. Es trug den Titel Wonderful und brachte der Band in ihrer Heimat unter anderem den Top-Ten-Hit Lovestruck.

### 2000–2008
Nach der Veröffentlichung von Wonderful, dessen Absatz trotz der respektablen Verkäufe der ersten Single hinter den Erwartungen zurückblieb, beschränkte sich die Band wieder auf das Spielen von Live-Konzerten.
Zwischen 2000 und 2003 absolvierte Madness einige – ausnahmslos ausverkaufte – Weihnachtstouren in Großbritannien. Außerdem feierte Ende Oktober 2002 das Musical Our House in London Premiere. Die Madness-Mitglieder fungierten als ausführende Produzenten und Sänger Suggs spielte im Musical zeitweise selbst den Vater der Hauptperson, auch um so die relativ schlechten Ticketverkäufe anzukurbeln. Das Musical gewann zwar 2003 den Laurence Olivier Award für das beste neue Musical, erhielt jedoch durchwachsene Kritiken und musste schließlich bereits im August 2003 wegen mangelnder Besuchernachfrage wieder eingestellt werden. Eine abgewandelte Inszenierung des Musicals tourte im Juli 2006 durch Japan und sollte im August 2007 auch durch Großbritannien reisen.
Im Juli 2003 gab Madness in Bonn ihr erstes volles Konzert außerhalb des Königreichs seit über zehn Jahren und spielte in ihrer Heimat einige Club-Konzerte als „The Dangermen“. Im August 2005 erschien The Dangermen Sessions Vol. 1, ein Album mit Coverversionen von Ska- und Reggae-Klassikern. Erstmals seit den 1980er Jahren absolvierte die Band in den Jahren 2005 und 2006 auch eine vollständige Tour außerhalb ihrer Heimat.
Gründungsmitglied Chris Foreman ist nicht mehr auf allen Stücken des Albums zu hören, da er die Band während der Aufnahmen verließ. Seinen Abschied gab er verspätet im Mai 2005 auf der Madness-Website (siehe unten) bekannt und begründete ihn mit „the petty time consuming bollocks that goes on in the band“ (etwa: „der kleinliche, zeitraubende Scheiß, der in der Band vor sich geht“). In einem Interview kurz darauf kritisierte er außerdem, dass Madness seit der Wiedervereinigung 1992 lediglich ein Album mit neuem eigenem Material, das 1999 erschienene Wonderful aufgenommen hätte. Er hätte lieber hieran angeknüpft, als ein Album mit Coverversionen zu veröffentlichen. Bei Live-Auftritten wurde Foreman nach seinem Ausstieg durch den Gitarristen Kevin Burdette ersetzt.

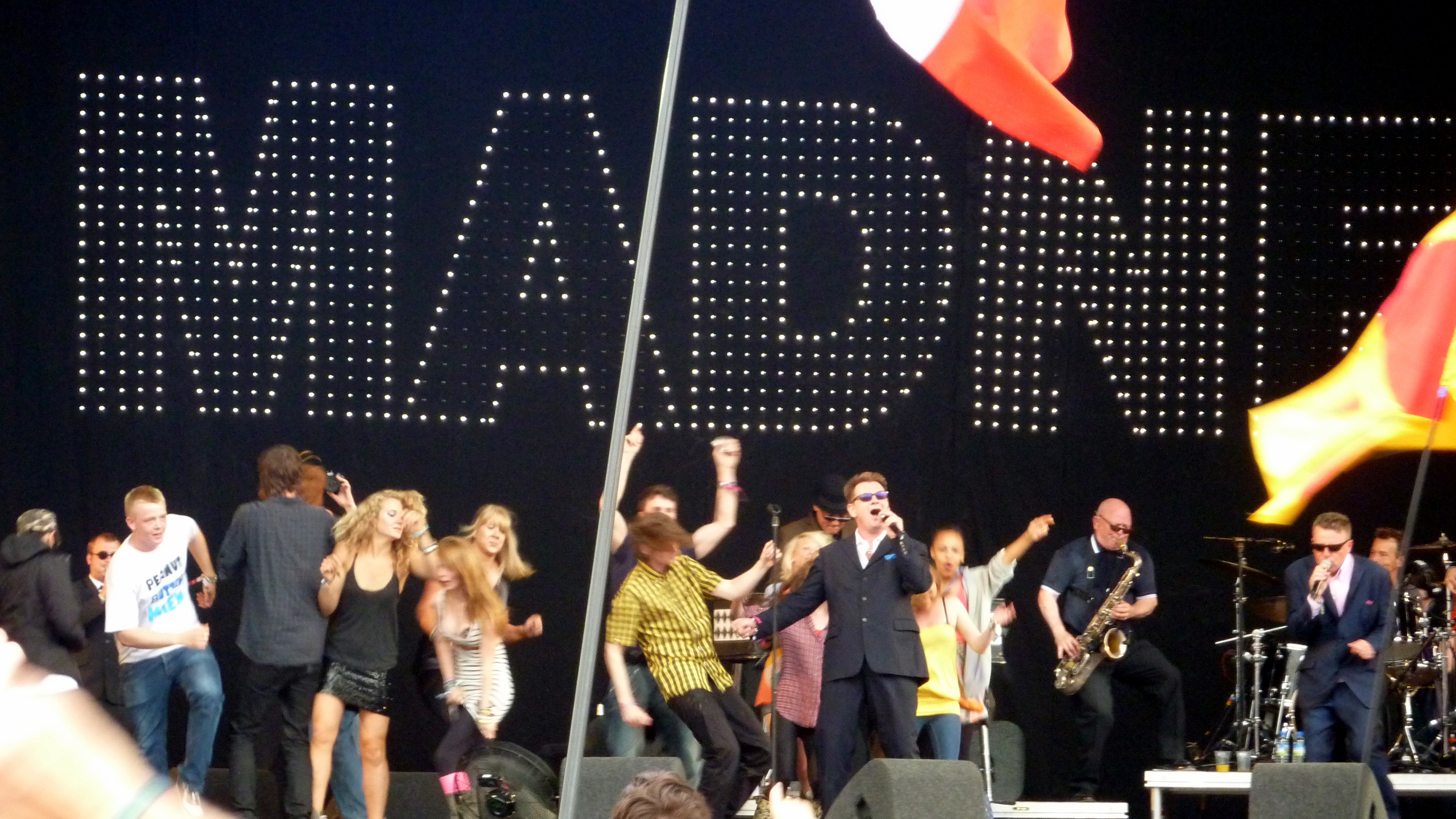
Madness 2009

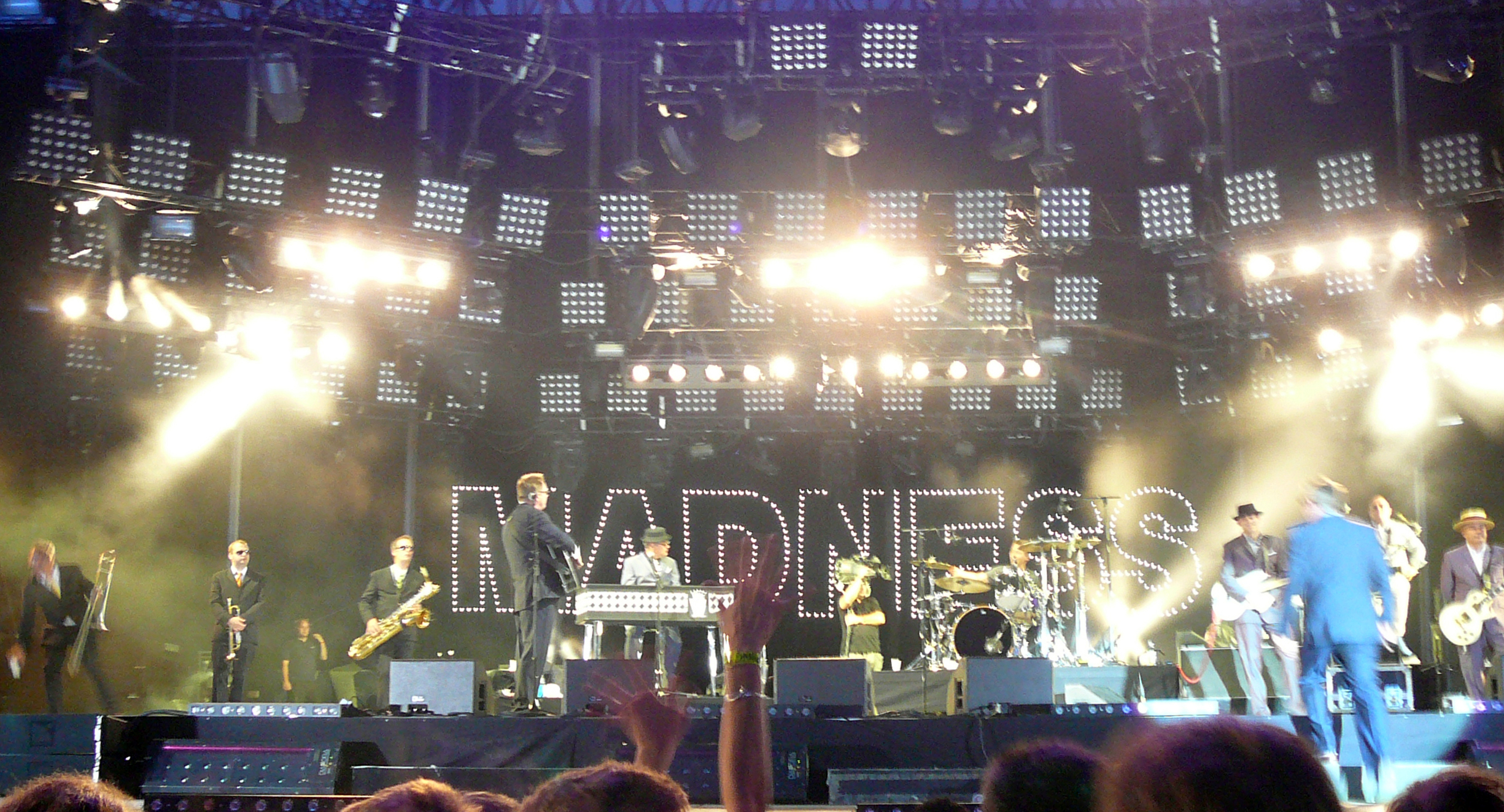
Madness 2010 in Frankreich

Madness spielte unter anderem im Juni 2005 – mit Burdette an der Gitarre – einige Konzerte in britischen Wäldern (gesponsert von der Forestry Commission) und gastierte im September 2005 bei einem Überraschungskonzert im Kölner E-Werk, das erst einen Tag vorher bekannt gegeben wurde. Am 6. Juli 2006 gab die Band im Olympiapark in München ihr erstes von mehreren Konzerten 2006 in Deutschland. Am 14. Juli 2006 folgte ein Konzert in der Zitadelle Spandau.
2006 begann die Formation mit den Arbeiten an einem neuen Studioalbum mit Eigenkompositionen, dem ersten seit dem 1999 erschienenen Wonderful. Ironischerweise arbeitete man zunächst ohne Gründungsmitglied Chris Foreman, der die Band 2005 unter anderem verlassen hatte, weil Madness zu lange kein neues Album mit eigenen Stücken mehr produziert hatte. Im Herbst 2006 trat Foreman aber wieder der Gruppe bei. Für die Produktion sind – wie bei allen Madness-Alben zuvor – Clive Langer und Alan Winstanley zuständig, gemeinsam mit White-Stripes-Produzent Liam Watson.
Da der Vertrag mit V2 Records lediglich das 2005 erschienene Coveralbum The Dangermen Sessions Vol. 1 umfasste und auch nicht verlängert wurde, veröffentlicht die Band im März 2007 die Single Sorry in Großbritannien über ihr neues eigenes Label Lucky Seven. Der Name ist eine Anspielung auf die Anzahl der Mitglieder der vollen Madness-Besetzung (inklusive Foreman).
In Deutschland erschien im März 2007 der neue Titel NW5 als Single (über Sony BMG), zusammen mit einer Neuaufnahme des Madness-Hits It Must Be Love als Doppel-A-Seite. Beide Stücke wurden von Madness für den deutschen Kinofilm Neues vom Wixxer zur Verfügung gestellt und sind auch auf dem zugehörigen Soundtrackalbum enthalten, ebenso wie das Stück The Wizard vom Album Wonderful (aus rechtlichen Gründen wurde im Vorgänger-Film Der Wixxer nur eine Right-Said-Fred-Coverversion des Stücks genutzt; das neue Soundtrackalbum liefert das Original nun nach). Sowohl für NW5 als auch für It Must Be Love drehten die Wixxer-Hauptdarsteller bereits im Sommer 2006 in London Videos mit vier Madness-Mitgliedern (Suggs, Foreman-Ersatz Burdette, Woody und Chas), wobei das NW5-Video inhaltlich und stilistisch eine Hommage an den Film Die üblichen Verdächtigen ist.
Am 3. Mai 2008 traten Graham „Suggs“ McPherson und Chas Smash gemeinsam mit den Pet Shop Boys bei einem Benefizkonzert im Londoner Club Heaven auf und sangen dabei das Stück My Girl in einer neuen, von den Pet Shop Boys bearbeiteten Version.

### Seit 2009
Am 18. Mai 2009 erschien das neunte Studioalbum The Liberty of Norton Folgate, das bereits einen Monat früher auf der Madness-Homepage als Special Edition Box Set vertrieben wurde und eine Doppel-Disc, eine Vinylversion sowie eine Live-CD und weitere Extras enthielt. The Liberty of Norton Folgate erreichte Platz 5 in den UK-Albumcharts, die höchste Platzierung eines Madness-Studioalbums seit Keep Moving im Jahr 1984.
Mit Ausnahme des Magazins NME waren die Kritiken für das Album in Großbritannien überwiegend positiv. Die BBC bezeichnete es als „großartiges Magnum Opus“ der Band. The Liberty of Norton Folgate fand sich darüber hinaus auf Platz 3 der Liste der besten Alben 2009 der BBC (in der Kategorie Rock und Pop) sowie auf Platz 9 in der Jahresaufstellung des britischen Magazins Mojo.

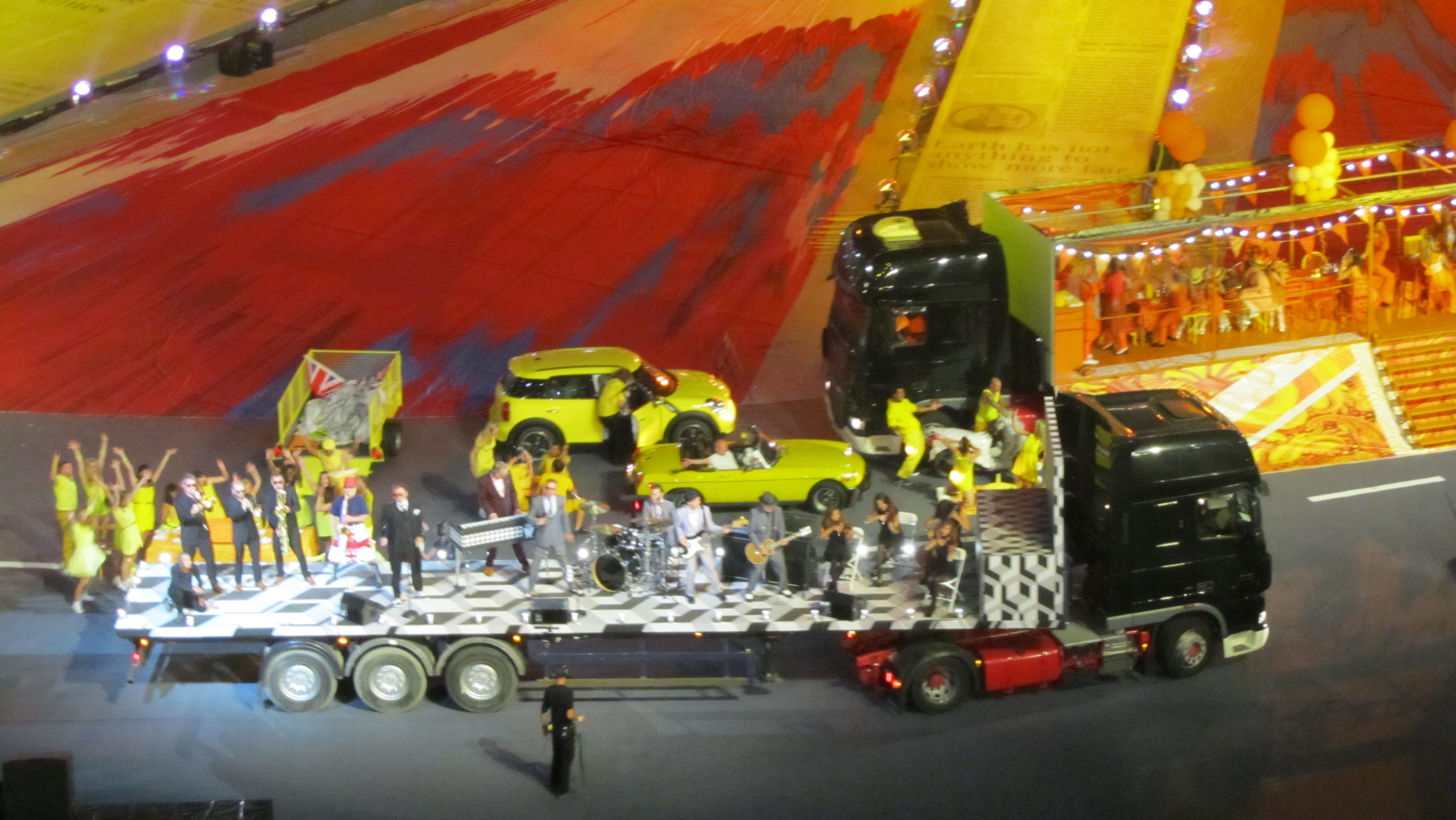
Madness bei der Olympia-Schlussfeier 2012

Am 5. Juni 2012 spielte Madness beim Diamond Jubilee Concert anlässlich des 60. Thronjubiläums von Königin Elisabeth II. auf dem Dach des Buckingham Palace die Klassiker Our House und It Must Be Love. Am 12. August 2012 war die Band mit ihrem bekanntesten Lied, Our House, bei der Schlussfeier der Olympischen Sommerspiele 2012 dabei. Am 27. September 2012 trat die Gruppe als Hauptact des Abends beim iTunes Festival 2012 im Londoner Roundhouse auf. Das Konzert wurde über die Appleserver live gestreamt.
Bereits im Mai 2010 hatte Schlagzeuger Daniel Woodgate in einem Interview erklärt, dass die Band derzeit dabei sei, Stücke für das Nachfolgealbum zu The Liberty of Norton Folgate fertigzustellen und hoffe, noch 2010 mit den Aufnahmen beginnen zu können. Am 29. Oktober 2012 wurde das Album Oui Oui, Si Si, Ja Ja, Da Da veröffentlicht, das auf Platz 10 der britischen Album-Charts einstieg.
Auch in den folgenden Jahren kam es zu weiteren Tourneen. 2014 stieg Chas Smash aus der Gruppe aus, nach privaten Problemen wollte er sich auf Soloprojekte konzentrieren. Die anderen sechs Mitglieder des klassischen Line-Ups der Band spielen weiterhin zusammen (Stand: April 2022).
Am 7. September 2016 erschien die Single Mr. Apples aus dem Album Can’t Touch Us Now, das am 28. Oktober 2016 folgte und Platz 5 der britischen Album-Charts erreichte. 2017 absolvierten sie neben den Auftritten in ihrem Heimatland auch Konzerte in Kontinentaleuropa, Asien und Australien. 2019 erschien die Single Bullingdon Boys (Don't Get Bullied by the Bully Boys), die sich auf den Bullingdon Club der Universität Oxford bezieht. Seine Mitglieder – unter ihnen war der britische Premierminister Boris Johnson sowie viele weitere führende Politiker – sind berüchtigt für ihre kostspieligen Zerstörungsorgien.
2019 veröffentlichten die Mitglieder von Madness das Buch Before We Was We, in dem sie den Aufstieg ihrer Band beschrieben. Im Mai 2021 wurde die dreiteilige Dokumentation Before We Was We veröffentlicht, eine Verfilmung des Buchs.

## Diskografie
Studioalben

| Jahr | Titel                                       | Höchstplatzierung, Gesamtwochen, AuszeichnungChartplatzierungen (Jahr, Titel, Platzierungen, Wochen, Auszeichnungen, Anmerkungen) | Höchstplatzierung, Gesamtwochen, AuszeichnungChartplatzierungen (Jahr, Titel, Platzierungen, Wochen, Auszeichnungen, Anmerkungen) | Höchstplatzierung, Gesamtwochen, AuszeichnungChartplatzierungen (Jahr, Titel, Platzierungen, Wochen, Auszeichnungen, Anmerkungen) | Höchstplatzierung, Gesamtwochen, AuszeichnungChartplatzierungen (Jahr, Titel, Platzierungen, Wochen, Auszeichnungen, Anmerkungen) | Höchstplatzierung, Gesamtwochen, AuszeichnungChartplatzierungen (Jahr, Titel, Platzierungen, Wochen, Auszeichnungen, Anmerkungen) | Anmerkungen |
| Jahr | Titel                                       | DE | AT | CH | UK | US | Anmerkungen |
| ---- | ------------------------------------------- | --- | --- | --- | --- | --- | --- |
| 1979 | One Step Beyond…                            | DE14 (37 Wo.)DE | AT11 (10 Wo.)AT | — | UK2 Platin · (79 Wo.)UK | US128 (9 Wo.)US | Erstveröffentlichung: 19. Oktober 1979                                                                                                   |
| 1980 | Absolutely                                  | DE21 (9 Wo.)DE | — | — | UK2 Platin · (48 Wo.)UK | US146 (4 Wo.)US | Erstveröffentlichung: 26. September 1980                                                                                                 |
| 1981 | Madness 7                                   | — | — | — | UK5 Gold · (29 Wo.)UK | — | Erstveröffentlichung: 2. Oktober 1981 |
| 1982 | The Rise & Fall                             | DE15 (20 Wo.)DE | — | — | UK10 Gold · (22 Wo.)UK | — | Erstveröffentlichung: 8. Oktober 1982 |
| 1984 | Keep Moving                                 | DE47 (5 Wo.)DE | — | — | UK6 Silber · (19 Wo.)UK | US109 (8 Wo.)US | Erstveröffentlichung: 20. Februar 1984                                                                                                   |
| 1985 | Mad Not Mad                                 | — | — | — | UK16 Silber · (9 Wo.)UK | — | Erstveröffentlichung: 30. September 1985                                                                                                 |
| 1988 | The Madness                                 | — | — | — | UK65 (1 Wo.)UK | — | Erstveröffentlichung: 25. April 1988 als The Madness; Produzenten: The Three Eyes                                                        |
| 1999 | Wonderful                                   | — | — | — | UK17 Silber · (3 Wo.)UK | — | Erstveröffentlichung: 1. November 1999                                                                                                   |
| 2005 | The Dangermen Sessions – Volume One         | DE81 (1 Wo.)DE | — | CH67 (4 Wo.)CH | UK11 (4 Wo.)UK | — | Erstveröffentlichung: 1. August 2005 Produzenten: Dennis Bovell, Segs (John Jennings), Steve Dub                                         |
| 2009 | The Liberty of Norton Folgate               | — | — | — | UK5 Gold · (13 Wo.)UK | — | Erstveröffentlichung: 23. März 2009 |
| 2012 | Oui Oui, Si Si, Ja Ja, Da Da                | — | — | — | UK10 Gold · (18 Wo.)UK | — | Erstveröffentlichung: 28. September 2012 Produzenten: Liam Watson, Stephen Street, Charlie Andrew, John Avila, Owen Morris, Clive Langer |
| 2014 | One Step Beyond: 35th Anniversary Edition   | — | — | — | UK54 (1 Wo.)UK | — | Erstveröffentlichung: 13. Oktober 2014 Neuauflage des Albums von 1979 mit Bonus-DVD inkl. Videos, BBC-Auftritte, Dokumentation           |
| 2016 | Can’t Touch Us Now                          | — | — | — | UK5 Silber · (11 Wo.)UK | — | Erstveröffentlichung: 28. Oktober 2016 Produzenten: Charlie Andrew, Clive Langer, Liam Watson, Madness                                   |
| 2023 | Theatre of the Absurd Presents C’est la Vie | DE40 (1 Wo.)DE | — | — | UK1 (5 Wo.)UK | — | Erstveröffentlichung: 17. November 2023 Produzenten: Matt Glasbey, Alan Winstanley u. Clive Langer                                       |

grau schraffiert: keine Chartdaten aus diesem Jahr verfügbar

## Filmografie
- 1981: Take It or Leave It
- 1985: Complete Madness
- 1986: Utter Madness
- 1992: Divine Madness
- 2009: The Liberty of Norton Folgate (von Julien Temple)

## Soundtracks
- 1989: Im Film „Das lange Elend (The Tall Guy)“ läuft das Stück „It Must Be Love“, inkl. Auftritt von Suggs.
- 1998: Im Film „Mit Schirm, Charme und Melone“ läuft das Lied „I Am“ von Suggs.
- 1999: Im Film „10 Dinge, die ich an dir hasse“, mit Julia Stiles und Heath Ledger läuft der Titel „Wings of a Dove“.
- 2004: Im Film „Der Wixxer“ läuft das Lied „The Wizard“ in der Version von Right Said Fred.
- In den Sat.1-Comedy-Sendungen „Die Wachmänner“, „Zack, Comedy nach Maß“ hört man öfter „On the Beat Pete“ und „The Return of the Los Palmas 7“ vom Album „Absolutely“.
- 2007: Im Film „Neues vom Wixxer“ steuerte Madness zwei Songs bei, darunter der Track „NW5“, zu dem auch ein Video mit den beiden Hauptdarstellern Oliver Kalkofe und Bastian Pastewka gedreht wurde. Im Abspann tritt die Band zum Song „It Must Be Love“ mit den Schauspielern auf.
- 2019: Im Film „Der Sommer nach dem Abitur“ spielt Madness die unsichtbare Nebenrolle. Im Intro werden die Charaktere zu „Our House“ von „the Rise and Fall“ eingeführt, im Laufe des Films, auf dem Roadtrip zu einem Madness Konzert werden verschiedene Madness Songs gespielt.

## Band- und Solo-Projekte

### The Nutty Boys
- 1990: Crunch! (Album)
- 1992: It’s OK, I’m a Policeman (Single)

### The Fink Brothers
- 1985: Mutants in Mega City One (Single)

### Suggs
- 1995: The Lone Ranger (Album)
- 1998: The Three Pyramids Club (Album)
- 1995: I’m Only Sleeping, Camden Town und The Tune (Singles)
- 1996: Cecilia und No More Alcohol (Singles)
- 1997: Blue Day (Single, als „Suggs & Co. featuring Chelsea Team“)
- 1998: I Am (Single)